# Домініка (острів)
Домініка (англ. Dominica) — острів вулканічного походження. На острові розташована однойменна держава.

## Географія
Острів гористий, розташовані декілька вулканів. Найвищий — Дьяблотен (1447 м). Зараз на острові немає діючих вулканів, але вулканічна діяльність проявляється у вигляді гейзерів, гарячих джерел і невеликих озер з киплячою водою. На узбережжі — пляжі з чорним і жовтим піском.
Клімат тропічний, вологий, спека пом'якшується пасатами. Середні місячні температури — від 25 до 27 °C. Найкраща погода — з листопада по березень. З липня по вересень — період ураганів.
Рослинний покрив вельми різноманітний. Збереглись тропічні ліси. Тваринний світ представлений, в основному, птахами. Навколишні морські води багаті на рибу.